# Méheskert
Méheskert (románul: Stupinii Prejmerului, németül: Rohrau) falu Romániában, Brassó megyében. Közigazgatásilag Prázsmár községhez tartozik. Egyes források Prázsmári méhkertek néven említik.

## Fekvése
Brassó megye keleti határán fekszik, községközpontjától, Prázsmártól 3 kilométerre keletre, a DN10-es főút mellett. Brassótól való távolsága légvonalban 18 km.
A falu területe 31 hektár, és 473 hektár mezőgazdasági terület tartozik hozzá.

## Története
1749-ben utalnak rá először („a Prázsmári határon egy Méheskertben”). Az 1910-es népszámlálásban Rohrau néven említik Prázsmár részeként, ekkor 211 lakosa volt, mindannyian románok.
Méheskert a 20. század közepén vált külön Prázsmártól. Méheskertből később kivált Crivina, amely rövid időn belül egyesült Prázsmárral.
1966-ban 388-an lakták, melyek közül 359 román és 9 magyar. 1992-ben 387, 2011-ben 382 lakosa volt.